# Frénois (Côte-d’Or)
Frénois – miejscowość i gmina we Francji, w regionie Burgundia-Franche-Comté, w departamencie Côte-d’Or.
Według danych na rok 1990 gminę zamieszkiwało 51 osób, a gęstość zaludnienia wynosiła 2 osoby/km² (wśród 2044 gmin Burgundii Frénois plasuje się na 859. miejscu pod względem liczby ludności, natomiast pod względem powierzchni na miejscu 267.).